# 山田南平
山田 南平（やまだ なんぺい、本名：（旧姓：）山田 由夏、西山 由夏、1972年9月2日 - ）は、日本の漫画家。神奈川県出身。血液型はB型。既婚。
1991年、『花とゆめプラネット増刊』春の号（白泉社）に掲載の「48ロマンス」でデビュー。以後、『花とゆめ』を中心とした白泉社の雑誌で活動。思春期の少年少女の成長を描いた『オトナになる方法』などを執筆。
『恋するMOON DOG』は、累計170万部を突破している（2025年5月時点）。

## 作品リスト

### 漫画作品
単行本は花とゆめコミックス（白泉社）、文庫版は白泉社文庫（白泉社）。
- オトナになる方法〔別名『久美子&真吾シリーズ』〕（『花とゆめ』1990年20号 - 1993年24号〔狭義の『オトナになる方法』は同誌1994年2号 - 1997年4号〕） - 単行本全15巻〔狭義部分が全10巻〕、文庫版全8巻
- 紅茶王子（『花とゆめ』1996年21号 - 2004年17号） - 単行本全25巻、文庫版全12巻
- オトナのコドモたち オトナになる方法特別編（『ザ花とゆめ』2002年10月1日号→『花とゆめプラス』2004年9月15日号 - 2005年10月25日号→『別冊花とゆめ』2007年6月号 - 2008年3月号） - 単行本全1巻
- まなびや三人吉三（『花とゆめ』2004年23号 - 2006年3号） - 単行本全4巻
- 紅茶王子の姫君（『ザ花とゆめ』2000年3月1日号 - 2006年4月1日号→『花とゆめ』2006年7号→『ザ花とゆめ』2006年6月1日号） - 単行本全1巻
- 空色海岸 （『別冊花とゆめ』2006年7月号、2006年9月号 - 2008年11月号）- 単行本全6巻、文庫版全3巻
- オレンジチョコレート（『別冊花とゆめ』2009年2月号 - 2014年1月号[5]） - 単行本全13巻
- in JACK out（『別冊花とゆめ』2010年2月号[6] - 継続中） - 単行本既刊1巻（2015年12月現在）
- 桜の花の紅茶王子（読み切り版『花とゆめプラチナ』[7]→連載版『別冊花とゆめ』2013年6月号[8] - 2018年7月号[9]） - 単行本全13巻
- 金色のマビノギオン -アーサー王の妹姫-（『別冊花とゆめ』2017年1月号[10]→『花LaLa online』2017年1月20日[11] - 2017年7月21日[12][13]→『マンガPark』2017年8月24日[14][15] - 継続中） - 単行本既刊8巻[16]（2024年12月20日現在）
- 恋するMOON DOG（『花ゆめAi』Vol.1[17] - Vol.71[18]） - 単行本全13巻[19]
- イケメン騎士を拾ったんだがどうしたらいい？ ～恋するMOON DOGスピンオフ～（『Trifle by 花とゆめ』1号[20] - 継続中） - 単行本既刊1巻（2023年1月31日現在）
- 犬飼くんのシッポ ━恋するMOON DOGスピンオフ━（『花ゆめAi』Vol.74[21] - 継続中） - 単行本既刊1巻（2025年5月20日現在）

### 画集
- カードギャラリー 山田南平（1994年、白泉社）
- 山田南平画集 Quality Seasons（1999年、白泉社）

### イラスト
- いかにしてアーサー王は日本で受容されサブカルチャー界に君臨したか（岡本広毅・小宮真樹子編、2019年、みずき書林） - 表紙[22]
- 映画『グリーン・ナイト』描きおろしイラスト（2022年11月[23]）